# فيرنر فيشر
فيرنر فيشر (بالألمانية: Werner Fischer)‏ هو مهندس ميكانيك ألماني، ولد في 7 نوفمبر 1939 في Epfenbach ‏ في ألمانيا.

## وصلات خارجية
- فيرنر فيشر على موقع IMDb (الإنجليزية)